# Pico de São Tomé
A Pico de São Tomé São Tomé és Príncipe legmagasabb hegye a maga 2024 méterével. Alig 8 km-re a Santa Catarina nevű kisebb településtól.  São Tomé szigetének központjától nyugatra, a Parque Natural Obô de São Tomé és a Lembá körzetben található. A második legmagasabb pont, a Pico de Ana Chaves (1630 m) körülbelül 3 km-re délkeletre található.

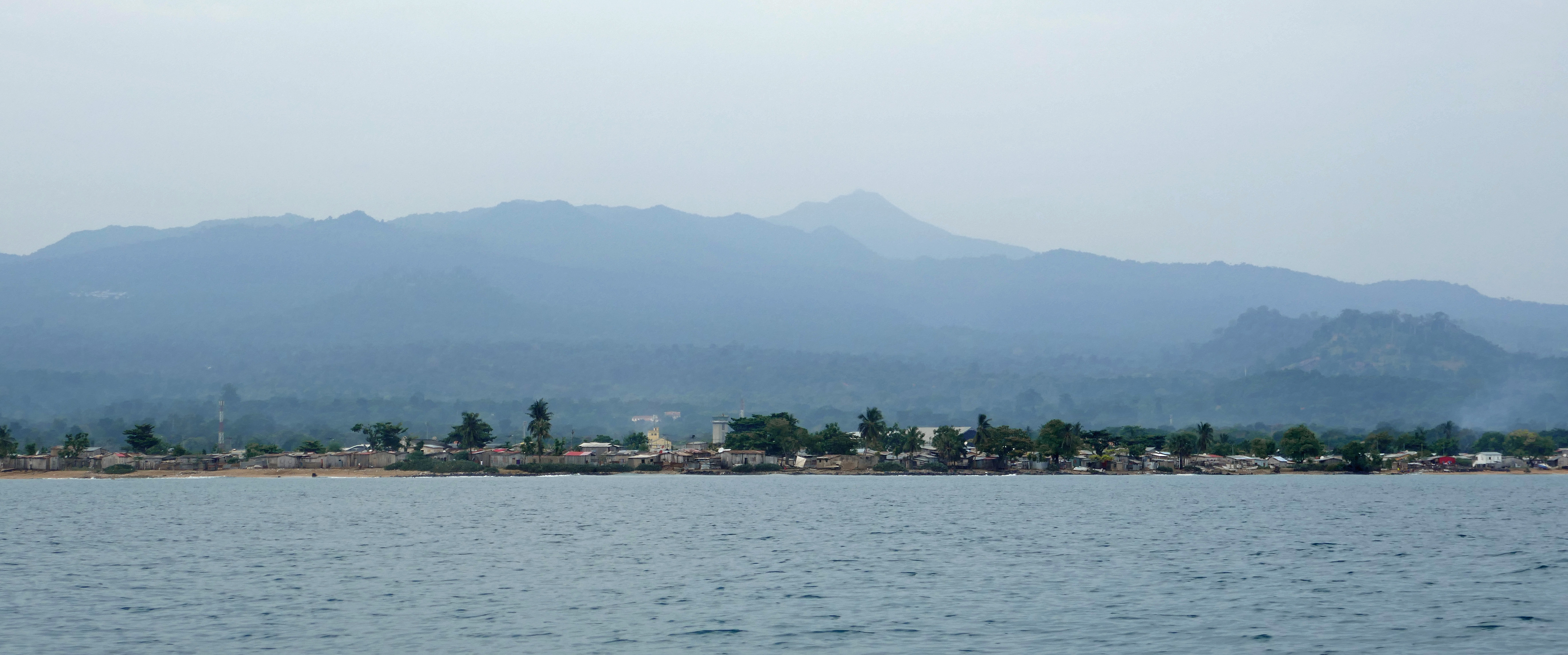
Pico de Sao Tomé

## Leírás
São Tomé egész szigete egy hatalmas pajzsvulkán, amely az Atlanti-óceán fenekéből emelkedik ki, több mint 3000 méterrel a tengerszint alatt. A Kamerun-vonal mentén alakult ki, amely egy Kameruntól délnyugatra, az Atlanti-óceánba nyúló lineáris hasadékzóna. Az elmúlt egymillió év során São Toméban kitört láva nagy része bazalt volt. A legutóbbi aktivitás körülbelül 36 000 évvel ezelőtt volt.
São Tomé és Príncipe régi térképein a hegy a "Pico Gago Coutinho" nevet viseli, Carlos Viegas Gago Coutinho (1869-1959) portugál tengerésztiszt után, aki Sacadura Cabral (1881-1924) társaságában elsőként szelte át légi úton a Dél-Atlanti-óceánt.
A hegyet erdő borítja. Az alacsonyabb lejtőkön kávé- és kakaóültetvények, a magasabban pedig orchideákkal, zuzmókkal és más epifitákkal borított nagy fák találhatók. A hegy felső része gyakran ködbe burkolózik. Két oldalról is megmászható. Az egyik út a Ponta Figo ültetvény fölött kezdődik, és a Pico Mesában (1875 m) kell tábort verni. A csúcsot körülbelül egy óra alatt lehet elérni, majd a Carvalhón keresztül leereszkedni a Bombaim ültetvény házához. A másik útvonal a Bom Sucesso botanikus kertjétől Carvalhóba vezet, ahol pihenőhely és kemping áll rendelkezésre. A következő napon a csúcsot a Ponta Figóba való leereszkedéssel lehet elérni. A feljutás Ponta Figótól egyetlen tizennyolc órás túrával is megtehető, de ez nem sok időt hagy a növény- és állatvilág megtekintésére. A túra nem nehéz, de a gyakran esős időjárás miatt az ösvény nagyon csúszós.

## Fordítás
- Ez a szócikk részben vagy egészben  a   Pico de São Tomé című angol Wikipédia-szócikk fordításán alapul.  Az eredeti cikk szerkesztőit annak laptörténete sorolja fel. Ez a jelzés csupán a megfogalmazás eredetét és a szerzői jogokat jelzi, nem szolgál a cikkben szereplő információk forrásmegjelöléseként.